# Kenya Kwanza
Kenya Kwanza, abrégé KK (en français : Le Kenya d'abord) est une alliance politique kényane dirigée par William Ruto. Elle est composée de l'UDA (en), du ANC (en), de FORD-Kenya (en) et de nombreux autres partis politiques pour les élections générales kényanes de 2022. Ruto est le candidat à la présidence et Rigathi Gachagua est le candidat à la vice-présidence de l'alliance.